# Niels Erik Nørlund
Niels Erik Nørlund ForMemRS (Slagelse, 26 de outubro de 1885 – Copenhague, 4 de julho de 1981) foi um matemático e astrônomo dinamarquês.
Seu livro Vorlesungen über Differenzenrechnung (1924, reimpressão 1954) foi o primeiro livro sobre solução de funções complexas de equações diferenciais. Dentre seus alunos de doutorado consta Georg Rasch.
Foi palestrante do Congresso Internacional de Matemáticos em Estrasburgo (1920: Sur les équations aux différences finies) e Bolonha (1928).

## Publicações selecionadas
- Vorlesungen über Differenzenrechnung. Grundlehren der mathematischen Wissenschaften. Berlin: Springer-Verlag. 1924[5]
- com René Lagrange (Ed.): Leçons sur les équations linéaires aux différences finies. Paris: Gauthier-Villars. 1929[6]
- Vermessungsarbeiten in Grönland, Island und Dänemark. Darmstadt: [s.n.] 1939
- «The logarithmic solutions of the hypergeometric equation». K. Dan. Vidensk. Selsk. Mat. Fys. Skr. 5: 1–58. 1963